# Earinis picta
Earinis picta là một loài bọ cánh cứng trong họ Cerambycidae.